# Certificat de conformité (véhicule)
 (mars 2011).
Si vous disposez d'ouvrages ou d'articles de référence ou si vous connaissez des sites web de qualité traitant du thème abordé ici, merci de compléter l'article en donnant les références utiles à sa vérifiabilité et en les liant à la section « Notes et références ».
Le certificat de conformité européen, dit « COC » en abréviation de « certificate of conformity », est un document établi par le constructeur d'un véhicule neuf à sa sortie d’usine, attestant de sa conformité avec les exigences de la législation européenne, notamment en matière de sécurité. Le certificat contient le numéro d'homologation du véhicule mais également ses caractéristiques techniques. Le certificat de conformité européen permet d'obtenir un certificat d'immatriculation auprès des autorités d'un État membre de la communauté européenne et de circuler sur l'ensemble du territoire de l'Union européenne (UE).
Le COC est délivré de façon gratuite pour tous les véhicules achetées neufs dans l'Union Européenne.
Il existe également un certificat de conformité national, mais qui n'est valable que dans l'état qui l'a délivré.

## Généralités
Le certificat de conformité européen est une déclaration du constructeur du véhicule garantissant à l'acheteur que le véhicule répond aux exigences techniques et sécuritaires de la législation communautaire telle qu'elle était au moment de sa production. Le véhicule peut donc circuler dans tous les pays de l'Union européenne,.
Le contenu du certificat est fixé par la réglementation de l'UE. Il comprend notamment le numéro d’identification du véhicule ainsi que son numéro d'homologation. Et, afin que l'immatriculation du véhicule soit possible sans que les autorités locales réalisant cette immatriculation aient à demander des renseignements techniques supplémentaires à l'acheteur, le certificat de conformité comprend également un volet indiquant les principales caractéristiques du véhicule : la marque, le modèle, la couleur, le nombre de sièges, le numéro de châssis, le type de motorisation et de carburant, la cylindrée et la puissance du moteur, la consommation, le poids, le niveau sonore, etc.. Depuis décembre 2019, il existe un cas où le certificat de conformité n'est pas utile pour faire immatriculer le véhicule : il faut que ce dernier possède une carte grise dont les champs D1, D2, D3, et K sont déjà remplis.
Un COC d'un véhicule incomplet ne permet pas d'obtenir directement l'immatriculation (par exemple, un véhicule construit en plusieurs étapes successives)[réf. nécessaire].
Le certificat de conformité européen n'est délivré au constructeur que si celui-ci destine le véhicule au marché européen. Par exemple, les véhicules destinés au marché américain ou japonais ne possèdent pas de certificat de conformité européen,. Il n'existe pas non plus de certificat de conformité européen pour les véhicules particuliers[réf. nécessaire] sortis avant le premier janvier 1996,, ni pour les véhicules des autres catégories sortis avant le 29 avril 2009[réf. nécessaire].

## Véhicules munis d'un certificat de conformité européen
Les véhicules des catégories internationales suivantes peuvent être munis d'un certificat de conformité européen : 
- véhicules de catégorie L : véhicules à moteur à deux ou trois roues et quadricycles à moteur ;
- véhicules de catégorie M : véhicules à moteur conçus et construits pour le transport de personnes et ayant au moins quatre roues (par exemple un véhicule particulier de catégorie M1 ou un autocar de catégorie M3) ;
- véhicules de catégorie N : véhicules à moteur conçus et construits pour le transport de marchandises et ayant au moins quatre roues ;
- véhicules de catégorie O : véhicules remorqués (par exemple une bagagère ou une semi-remorque) ;
- véhicules de catégorie R : véhicules agricoles remorqués ;
- véhicules de catégorie T (à roues) ou C (à chenilles) : véhicules agricoles à moteur.

## Trois types de certificats de conformité
Le type le plus courant est le certificat de conformité européen, également nommé « certificat de conformité à un type CE ». Ce certificat est conforme aux dispositions de la directive 70/156/CEE ou 74/150/CE ou 2002/24/CE ou 2003/37/CE ou 2007/46/CE ou du règlement (UE) 2018/858 ou (UE) 168/2013 délivré par le constructeur[réf. nécessaire].
Il existe également un certificat de conformité national. Il est uniquement valable dans le pays qui l'a délivré. Un certificat de conformité national concerne généralement les voitures anciennes, ou alors les bus, camions, camionnettes, remorques et véhicules hors-série produits avant mai 2009. Lorsque le propriétaire du véhicule déménage dans un autre pays, le pays accueillant peut demander des vérifications techniques avant une nouvelle immatriculation. Le certificat de conformité à une réception nationale par type de petites séries (NKS) est un certificat conforme aux dispositions de la directive 2007/46/CE délivré par un constructeur[réf. nécessaire].
En France, il existe un certificat de conformité dit « 3 en 1 » qui comporte un certificat de conformité, un justificatif de vente et un justificatif fiscal. Ce document est l'imprimé Cerfa « Demande de certificat d'immatriculation d'un véhicule neuf », délivré par le constructeur, ou, pour les véhicules conformes à un type national, par le représentant en France du constructeur.
Lorsque le véhicule n'a pas de certificat de conformité, ou si le véhicule a été modifié, il doit faire l'objet d'une homologation auprès de la Direction régionale de l'Environnement, de l'Aménagement et du Logement (DREAL).